# Solid (проект децентрализованной всемирной паутины)
Solid (Social Linked Data) — проект по созданию децентрализованной всемирной паутины инспирированный Тимом Бернерс-Ли, автором изначальной концепции WWW, разработанной совместно с Массачусетским технологическим институтом (MIT). Проект "стремится радикально изменить современные принципы работы web-приложений, преследуя лучшее управление данными их обладателем, а также заботясь об их конфиденциальности" путём разработки платформы для связанных данных в полностью децентрализованных и управляемых пользователем приложениях, не нуждающихся в контроле сторонних лиц. Конечная цель Solid в предоставлении пользователям возможности полного контроля над их данными, включая управление доступом и местонахождением этих данных. С этой целью, Тим Бернерс-Ли основал компанию Inrupt занятую созданием коммерческой экосистемы основанной на технологиях Solid.

## Архитектура
При создании децентрализованной Web-сети существует целый ряд технических проблем, которые, согласно точки зрения Тима Бернерса-Ли необходимо преодолеть. Например, вместо использования централизации в парадигме Spoke–hub distribution децентрализованные P2P-сети реализуются таким образом, чтобы предоставлять большую управляемость и производительность, чем у традиционных пиринговых сетей типа BitTorrent. Преследуется цель получить быструю систему, простую в использовании и обеспечивающую простое создание приложений разработчиками.
Платформа Solid сфокусирована вокруг раскрытия и обмена информацией с соблюдением конфиденциальности. Пользователь сохраняет свои персональные данные в "под", размещаемый там, где он пожелает. Приложения, прошедшие проверку подлинности в Solid могут запрашивать данные, если пользователь дал разрешения этим приложениям. Пользователь может разносить свою информацию между несколькими "подами". Например, разные "поды" могут содержать его авторизационные данные, контактную информацию, финансовую информацию, информацию о здоровье, планы путешествий, и другую информацию. Затем, пользователь может присоединиться к авторизованному приложению социальной сети предоставив этому приложению разрешение на доступ к конкретной информации в конкретном "поде". Таким образом, пользователь сохраняет свои данные и управляет ими в пользовательских "подах", только он определяет: какие данные содержит каждый "под", где хранится этот "под" и какие приложения имеют права на использование пользовательских данных.
В настоящее[какое?] время, Solid состоит из следующих компонентов:
- Упорядоченная коллекция стандартов и форматов данных/словарей предоставляющих те же возможности, что и обычные централизованные социальные сети: авторизация, аутентификация, права доступа, управление контактами, обмен сообщениями, подписки, комментарии, дискуссии и др.
- Спецификации и примечания описывающие REST API для расширения существующих стандартов, чтобы помочь разработчикам создавать сервера и приложения.
- Сервера поддерживающие спецификацию Solid.
- Тестовая среда для тестирования и проверки реализаций Solid.
- Окружение состоящее из приложений социальных сетей, провайдеров проверки подлинности, и вспомогательных библиотек запущенных на платформе Solid.
- Сообщество обеспечивающее создание документации, обсуждений, учебной литературы, и презентаций.